# Onychogomphus formosanus
Onychogomphus formosanus är en trollsländeart som först beskrevs av Matsumura 1926.  Onychogomphus formosanus ingår i släktet Onychogomphus och familjen flodtrollsländor. Inga underarter finns listade i Catalogue of Life.